# NAS Award for Scientific Discovery
Der NAS Award for Scientific Discovery ist ein Preis der National Academy of Sciences, der seit 2015 alle zwei Jahre für herausragende Leistungen in der Grundlagenforschung verliehen wird. Der Kandidat muss aus einer Forschungseinrichtung oder Universität der USA kommen. Die Auszeichnung ist mit 50.000 Dollar als Preisgeld dotiert sowie weiteren 50.000 Dollar zur Unterstützung der Forschung des Preisträgers und mit einer Medaille verbunden. Berücksichtigt werden im Wechsel die Forschungsgebiete Astronomie, Biochemie, Biophysik, Chemie, Materialwissenschaften und Physik.

## Preisträger
- 2015 Jonathan Weissman insbesondere für das Ribosom-Profiling, die die Sequenzierung der messenger-RNA in einer Zelle ermöglicht und somit Schnappschüsse ihrer biochemischen Aktivität.
- 2017 Gabriela González, David H. Reitze, Peter Saulson für ihre Beiträge zur Erforschung von Gravitationswellen bei LIGO.
- 2019 Xiaowei Zhuang als führende Forscherin auf dem Gebiet hochauflösender Bildgebung einzelner Moleküle und ganzer Genome und damit verbundenen Beiträge zur Aufklärung der molekularen Mechanismen der Zellfunktion.
- 2021 Pablo Jarillo-Herrero for the discovery of correlated insulator behavior and unconventional superconductivity in magic-angle graphene superlattices.
- 2023 Kevan M. Shokat for his breakthrough using innovative chemical biology approaches leading to the discovery of the first drugs against the common oncogene, K-Ras, a target previously considered undruggable.
- 2025 Xiaodong Xu for his experimental observation of the fractional quantum anomalous Hall effect.